# Вали (окръг, Айдахо)
Вижте пояснителната страница за други населени места с името Вали.
Окръг Вали (на английски: Valley County) е окръг в щата Айдахо, Съединени американски щати. Площ – 9670 km² (4,46% от площта на щата, 5-о място по големина). Население – 10 687 души (2017), 0,58% от населението на щата, гъстота 1,11 души/km². Административен център град Каскейд.
Окръгът е разположен в централната част на щата. Граничи със следните окръзи: на югозапад – Джем, на запад – Адамс, на север – Айдахо, на североизток – Лими, на изток – Къстър, на юг – Бойзи, Релефът е планински. Над 90% от територията на окръга е заета от планината Салмон Ривър и тук се намира максималната му височина връх Мормон (2909 m). На запад, по границата с окръг Адамс се простират източните склонове на Западната планина, връх Сноубанк (2542 m), а между двете планини от север на юг, на протежение над 50 km е разположена меридионалната долина на река Северен Пайет – Лонг Вали. Основната водна артерия на окръга е река Салмон (684 km), десен приток на Снейк, която протича със средното си течение по северната граница на окръга. От юг в нея се вливат левите ѝ притоци Саут Форк и Мидъл Форк. На запад, по долината Лонг Вали, от север на юг протича река Северен Пайет (дясна съставяща на Пайет, която е десен приток на Снейк), на която е изграден язовирът Каскейд (122 km²)
Най-голям град в окръга е Маккол 2991 души (2010 г.), а административният център Каскейд е с 939 души (2010 г.), като и двата града са разположени в долината Лонг Вали.
През окръга не преминават участъци от Междущатски магистрали и междущатски шосета.
Окръгът е образуван на 26 февруари 1917 г. и е наименуван по името на меридионалната планинска долина Лонг Вали.